# ラサール弦楽四重奏団
ラサール弦楽四重奏団（英語：LaSalle Quartet）は、1946年に結成され、1987年に解散した室内楽団。第1ヴァイオリン担当のヴァルター・レヴィンによって結成され、寄贈されたアマティの楽器を用いて演奏した。

## 団員
所属団員は以下の通りである。
- ヴァルター・レヴィン（第1ヴァイオリン）
- ヘンリー・メイヤー（第2ヴァイオリン）
- ピーター・カムニツァー（ヴィオラ)
- ジャック・キルステイン（～1980年、初代チェロ）
  - リー・ファイザー（第2代チェロ）

## 結成と様式
もともとニューヨークのジュリアード音楽院の学生たちによって創始された。四重奏団の名前はジュリアード音楽院があったマンハッタンの通りの名前に由来する。
古典派やロマン派のような標準的な曲目もレパートリーに取り上げてはいたが、新ウィーン楽派（シェーンベルクやベルク、ウェーベルン、アポステル）以降の現代音楽をレパートリーに取り入れたことや、ジェルジ・リゲティから弦楽四重奏曲第2番を献呈され、同作を1969年12月14日にバーデンバーデンで初演した団体としても名高い。
ドイツ・グラモフォン・レーベルに、当時まだ謎の作曲家であったツェムリンスキーの弦楽四重奏曲全集を録音したことによって、いわゆる「ツェムリンスキー・ルネサンス」の源流を創り出したと看做されており、この録音は、ドイツ・シャルプラッテン賞を授与された。
ラサール弦楽四重奏団は、シンシナティ大学音楽学部の常駐団体のひとつであった。世界のたいていの主要な弦楽四重奏団がラサール弦楽四重奏団のメンバーに指導を乞うており、なかでもアルバン・ベルク弦楽四重奏団やアルテミス四重奏団、フォーグラー四重奏団、プラジャーク弦楽四重奏団が代表的な例として知られる。

## 没年
メンバーはいずれも故人になっている。ヴァルター・レヴィンは2017年8月に没した。ヘンリー・メイヤーは2006年12月に鬼籍に入った。カムニツァーは2016年に没した。